# A Light in the Attic
A Light in the Attic és un llibre de poemes del poeta, escriptor i músic nord-americà Shel Silverstein. El llibre consta de 135 poemes acompanyats d'il·lustracions creades també per Silverstein. Va ser publicat per primera vegada per Harper & Row Junior Books el 1981 i va ser un èxit de vendes durant mesos després de la seva publicació. Tot i això, s'ha enfrontat a polèmica al llarg dels anys des de la seva publicació, arribant fins i tot a la seva censura als Estats Units.

## Desenvolupament
Al final del llibre, Silverstein acredita l'autor Charlotte Zolotow, el publicista de Harper Joan Robins, l'editor executiu de Harper Robert Warren, l'autor James Skofield, la secretària privada Glenise Butcher i John Vitale de HarperCollins. També agraeix a l'editora de Harper & Row , Ursula Nordstrom. El llibre es va publicar a la divisió de Harper's Junior Books el 1981, però també es va comercialitzar per a adults.

## Resum
Hi ha 135 poemes en aquest llibre, la majoria en forma de rodolins i acompanyats amb les seves respectives il·lustracions. L'autor parla generalment de les pors dels infants a través de les seves perspectives, tot i que en altres també se segueixen personatges com pallassos, minyones o pares. Mentre que alguns dels poemes són divertits, d'altres representen escenes tràgiques de temàtiques obscures, com el cas de Cloony The Clown ("Cloony el Pallasso"), on parla d'un pallasso que parla de les seves emocions de tristesa i inseguretat a un grup de nens i acaba sol i plorant després que aquests se'n riguin.

## Recepció
A Light in the Attic va ser el número dos de la llista de més venuts del New York Times poc després de la seva publicació i va romandre a la llista durant 50 setmanes consecutives. Va vendre més de 575.000 còpies el primer any, continuant amb l’èxit d'altres llibres infantils del mateix autor, com The Giving Tree (“L’arbre Generós”) (1964) o Where the Sidewalk Ends (“On Acaba la Vorera”) (1974). Aquests darrers, però, van patir un desenvolupament molt més lent i paulatí, amb una tirada d’exemplars més reduïda que, amb el temps, va acabar augmentant fins a arribar al milió de còpies. A Light in the Attic, doncs, va ser la publicació més ràpida quant a recepció per part de Shel Silverstein.
Silverstein, però, no semblà considerar l’èxit del seu llançament una representació del valor del contingut dels seus poemes. “M’agradaria pensar en ‘Light’ no com a un best seller però com un bon llibre”, va declarar a través de l’editorial Harper & Row, ja que es va negar durant anys a parlar sobre les seves obres o a permetre a Harper la publicació de la seva informació personal i biogràfica, igual que de fotografies.
Joan Robins, director de màrqueting de l'editorial, va declarar "Nosaltres el publicitem, però de certa manera té una vida pròpia". Segons llibreters, una de les raons principals per les quals aquests poemes han arribat a un públic tant ampli es deu al gran rang d'edat al que pot arribar, incloent a adults dins del percentatge d'audiència de tots els Estats Units.

## Influència i llegat
A Light in the Attic va ser elogiat per la crítica i el públic durant anys després de la seva publicació. A la tardor de 2001, HarperCollins Children's Books va honrar el 20è aniversari del llibre amb una edició especial que inclou un CD separat d'11 poemes interpretats per l'estimat poeta. Va ser el primer llibre infantil que va entrar a la llista de best-sellers per a adults del New York Times on va romandre durant 181 setmanes.
Silverstein, nascut el 1932, va morir d'un atac de cor l'11 de maig de 1999, a l'edat de seixanta-vuit anys Segons un obituari publicat per The Washington Post, "Per a milions de nens i adults, el Sr. Silverstein era un mestre de la sàtira capritxosa i lleugera, que va pronunciar en versos, de vegades francament tontos, que va aprofitar un sentit universal de l'absurd. ." D'altra banda, de manera totalment oposada a la seva carrera com a autor de llibres infantils, Silverstein també era reconegut per adults com a il·lustrador de la revista Playboy

## Polèmiques i censura
Tot i la seva recepció, s'ha intentat prohibir el llibre en algunes biblioteques dels Estats Units. Alguns pares van afirmar que el poema How Not to Dry the Dishes ("Com no assecar els plats") fomenta el desordre i la desobediència. El poema Little Abigail and the Beautiful Pony (“La Petita Abigail i el Preciós Poni”) va donar lloc a crítiques per descriure la mort d'una nena, els pares de la qual es neguen a comprar-li un poni i el poema Kidnapped ("Segrestat") va ser considerat massa aterrador per nens, al representar la imatge d'un infant lligat a una cadira. Això va provocar que el llibre fos prohibit per l'escola primària Fruitland Park del comtat de Lake, Florida l'any 1993

## Premis
Guanyador del William Allen White Children's Book Award de 1984.
Guanyador del Garden State Children's Book Award de 1984 per a la no-ficció de la New Jersey Library Association.
El 1981 va ser nomenat llibre notable per a nens de l'Associació Americana de Biblioteques.
L'any 1981 va ser nomenat millor llibre de la School Library Journal (La “Revista de la Biblioteca Escolar”).